# Nigüelas
Nigüelas er en by og kommune i det sydøstlige Spanien i provinsen Granada. Den har et indbyggertal på 1.239 (2024) indbyggere.